# Octavio Maul
Octavio Batista Maul (Petrópolis, 22 de dezembro de 1901 — 5 de abril de 1974) foi um compositor, regente e professor brasileiro. Membro-fundador da Academia Brasileira de Música.

## Biografia
Ainda jovem fez seus primeiros estudo musicais junto com seu pai, e com ele fundou uma banda musical na cidade sua natal. Octávio Maul tinha ascendência familiar nos descendentes de colonos alemães que imigraram e fixaram residência na cidade de Petrópolis no século XIX, e também possuia ascendência de origem  portuguesa. Com seus irmãos formou um sexteto musical, onde tocava flauta.
Aprovado em 1919, tornou-se estudante do então Instituto Nacional de Musica, da atual Universidade Federal do Rio de Janeiro, onde passou a ter aulas com o maestro Francisco Braga.
Para melhorar sua aprendizagem musical, viaja para  Alemanha e Bélgica em 1929 e, voltando ao Brasil, estuda com o musicólogo Guilherme Fontainha.
Em 1930, junto com a pianista Alcina Navarro, Octavio Maul cria na sua cidade natal o Instituto Musical de Petrópolis. Ainda em Petrópolis, em 1933, Maul regeu a orquestra na inauguração do Teatro D. Pedro.

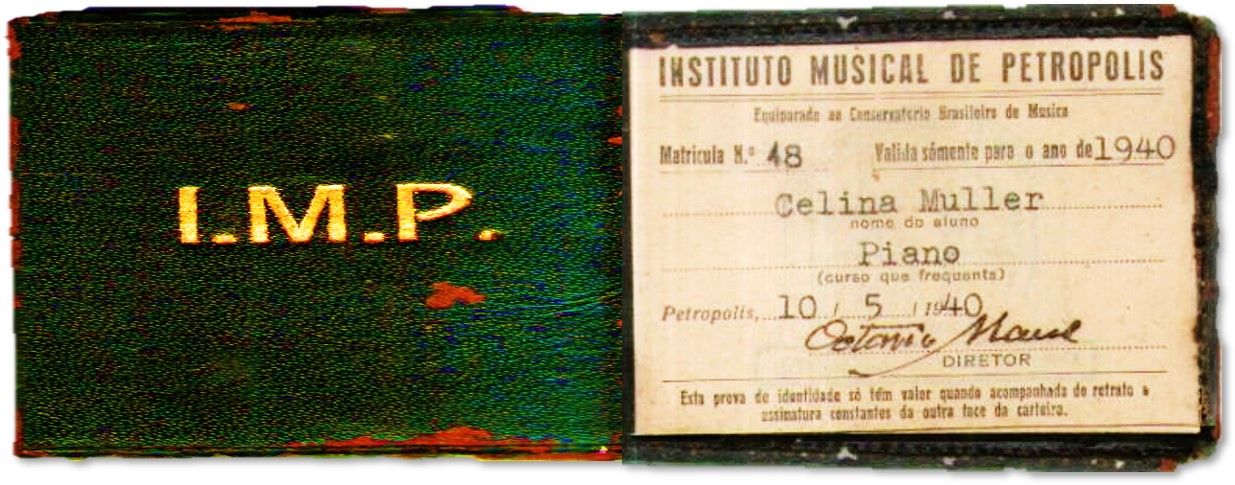
Assinatura do maestro Octávio Maul em carteira de estudante do Instituto Musical de Petrópolis, datada do ano de 1940.

Em 1934 volta ao Instituto Nacional de Musica para ter aulas com o regente Francisco Mignone; posteriormente Maul viria a dirigir os concertos musicais da Orquestra Sinfônica da Sociedade Pró-Música.
Maul, em 1940, passa a ser professor interino do Instituto Nacional de Musica, agora denominado como Escola Nacional de Música; ele seria efetivado como catedrático no cargo em 1949.
Em 1951, no Theatro Municipal do Rio de Janeiro, apresenta suas obras e dirige a orquestra sinfônica deste teatro.
Já em 1960 a Rádio MEC divulga e transmite o  Festival Octávio Maul, que foi organizado por ele mesmo com o intuito de popularizar este estilo musical erudito.
Sua obra é extensa e variada. Compôs várias obras, e esteve à frente de diferentes orquestras.
Foi membro-fundador da Academia Brasileira de Música, ocupando a cadeira nº10, tendo como patrono Cândido Ignácio da Silva.
Por ser modesto e discreto, o falecimento de Octavio Maul foi quase que desapercebido pela imprensa da época.

## Homenagem
Em outubro de 1974 o Conservatório Brasileiro de Música, unidade de Brasília, promoveu o Concurso de Piano Octávio Maul, em sua memória.
Em sua homenagem um logradouro público no bairro da Samambaia, na cidade de Petrópolis recebeu a denominação de Estrada Maestro Octavio Maul, em memória ao maestro nascido na cidade.